# Het gala van de gouden K's 2017
Op Het gala van de gouden K's van 2017 van 3 februari 2018 werden de gouden K's toegekend.

## Genomineerden en winnaars 2017
Hieronder de volledige lijst van genomineerden in elke categorie. De winnaars zijn in het vet aangeduid.
| Categorie                             | Genomineerden |
| ------------------------------------- | --- |
| Ketnet-acteur of-actrice van het jaar | Giovanni Kemper als Wilko uit Nachtwacht Céline Verbeeck als Keelin uit Nachtwacht Tinne Oltmans als Mila uit Ghost Rockers Aaron Blommaert als Robin uit 4eVeR |
| Ketnet-ster van het jaar              | Zita Wauters Kristel Verbeke Dokter Bea Nico Vanhole |
| Grave Griet van het jaar              | Tinne Oltmans Céline Verbeeck Laura Tesoro Maureen Vanherberghen                                                                                                |
| Coole gast van het jaar               | Nico Vanhole Niels Destadsbader Giovanni Kemper Sieg De Doncker                                                                                                 |
| Ketnet-programma van het jaar         | Helden van de race aan zee De Dokter Bea Show Superbrein Ketnet Musical                                                                                         |
| Ketnet-serie van het jaar             | Ghost Rockers Nachtwacht De regel van 3S 4eVeR |
| Ketnet-tekenfilm van het jaar         | Masha en de Beer Ninjago: Masters van Spinjitsu Mijn ridder en ik Shaun het schaap                                                                              |
| Familieprogramma van het jaar         | De Buurtpolitie Thuis The Voice Kids Steracteur Sterartiest |
| Film van het jaar                     | Vaiana F.C. De Kampioenen 3: Forever The Boss Baby Helden Boven Alles                                                                                           |
| YouTube-ster van het jaar             | Enzo Knol Zita Wauters MeisjeDjamila Dylan Haegens |
| TV-ster van het jaar                  | Laura Tesoro Peter Van de Veire Niels Destadsbader Staf Coppens                                                                                                 |
| Muziek-ster van het jaar              | Lil' Kleine Laura Tesoro Gers Pardoel Niels Destadsbader |
| Band van het jaar                     | Ghost Rockers K3 De KetnetBand SLM |
| Song van het jaar                     | Despacito van Luis Fonsi ft. Daddy Yankee Where did you go van Regi Higher van Laura Tesoro Kind van de duivel van Jebroer                                      |
| Kus van het jaar                      | Jonas en Mila in Ghost Rockers Jana en Jimmy uit Ghost Rockers Dokter Bea uit De Dokter Bea Show Emma en Gamil uit 4eVeR                                        |
| Game van het jaar                     | Minecraft Musical.ly FIFA 18 Just Dance 2018 |
| Sporter van het jaar                  | Nafi Thiam Nina Derwael David Goffin Romelu Lukaku |

## Meeste nominaties & awards

### Meeste nominaties
| Aantal nominaties | Artiest            |
| ----------------- | ------------------ |
| 5                 | Ghost Rockers      |
| 4                 | Laura Tesoro       |
| 3                 | Dokter Bea         |
| 3                 | Nachtwacht         |
| 3                 | Niels Destadsbader |
| 3                 | 4eVeR              |
| 2                 | Tinne Oltmans      |
| 2                 | Céline Verbeeck    |
| 2                 | Zita Wauters       |
| 2                 | Giovanni Kemper    |

### Meeste Gouden K's
| Aantal Gouden K's | Artiest       |
| ----------------- | ------------- |
| 3                 | Ghost Rockers |
| 2                 | Tinne Oltmans |
| 2                 | Laura Tesoro  |

2013 · 2014 · 2015 · 2016 · 2017 · 2018 · 2019 · 2020 · 2021 · 2022 · 2023 · 2024